# Cimitarra Airport
Cimitarra Airport är en flygplats i Colombia.   Den ligger i departementet Santander, i den centrala delen av landet, 200 km norr om huvudstaden Bogotá. Cimitarra Airport ligger 158 meter över havet.
Terrängen runt Cimitarra Airport är platt åt nordväst, men åt sydost är den kuperad. Runt Cimitarra Airport är det glesbefolkat, med 9 invånare per kvadratkilometer. Närmaste större samhälle är Cimitarra, 6,2 km söder om Cimitarra Airport. Omgivningarna runt Cimitarra Airport är en mosaik av jordbruksmark och naturlig växtlighet.